# Las hijas de Abril
Las hijas de Abril es una película mexicana del 2017, del género drama, cuya dirección y guion estuvieron a cargo de Michel Franco. Se estrenó el 20 de mayo de ese año en el Festival de Cannes y el 23 de junio en México. Es protagonizada por Emma Suárez, Ana Valeria Becerril, Joanna Larequi, Enrique  Arrizon, Hernán Mendoza, Giovanna Zacarías e Iván Cortes.

## Argumento
Valeria (Ana Valeria Becerril), de 17 años, está embarazada. Vive en Puerto Vallarta, con Clara (Joanna Larequi), su medio hermana, quien es tranquila y vive con depresión y sobrepeso. No quiere que su mamá, Abril (Emma Suárez), ausente desde hace ya mucho tiempo, sepa de su embarazo pero, debido a las limitaciones económicas y a la abrumadora responsabilidad que implica tener un bebé en casa, Clara decide llamar a su mamá. Abril llega con gran deseo de ver a sus hijas, pero pronto se revela por qué Valeria no quería entrar en contacto con ella. Es "la historia de una mujer adulta que se niega a sentirse 'rebasada' por sus propias hijas en términos generacionales, sin apercibirse de que ya fue dejada atrás en aspectos de relevancia superior, como los emocionales y psicológicos, entre otros."

## Premios y reconocimientos
Nominada para formar parte de la sección Una Cierta Mirada del Festival de Cannes del 2017, se hizo acreedora finalmente al Premio Jurado Especial de esa sección.

## Reparto
- Emma Suárez como Abril
- Ana Valeria Becerril como Valeria
- Enrique Arrizon como Mateo
- Joanna Larequi como Clara
- Hernán Mendoza como Gregorio
- Iván Cortes como Jorge
- Tony Dalton como Álvaro
- Camila Acosta como Niñera
- Mario Escalante como Conductor de taxi
- Emmanuel Lapin como Agente de bienes raíces
- Diego Sanchez como Fotógrafo de bienes raíces
- María E. Sandoval como Directora del DIF